# Große Mönchenstraße

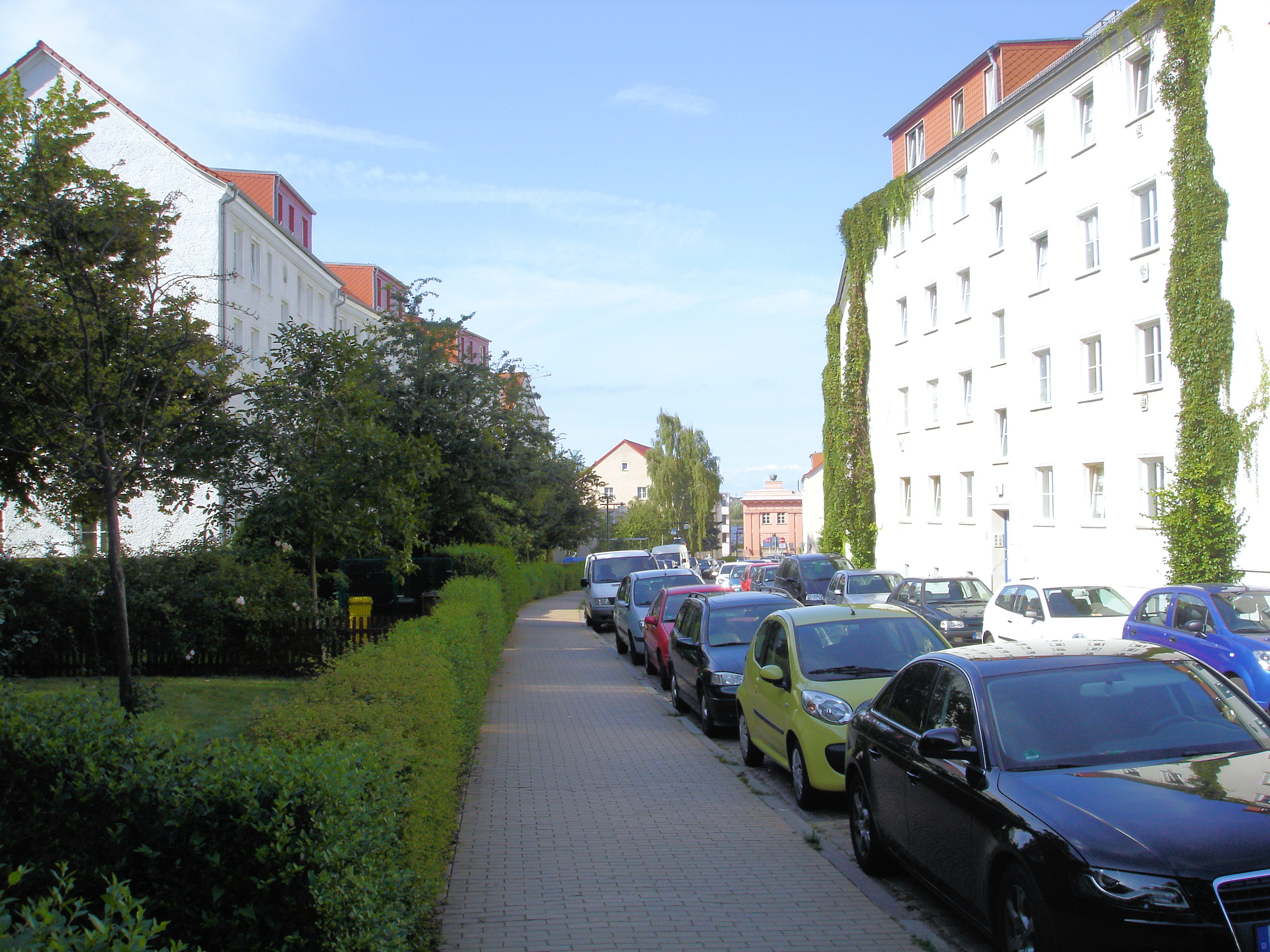
Große Mönchenstraße von Süden in Richtung Mönchentor

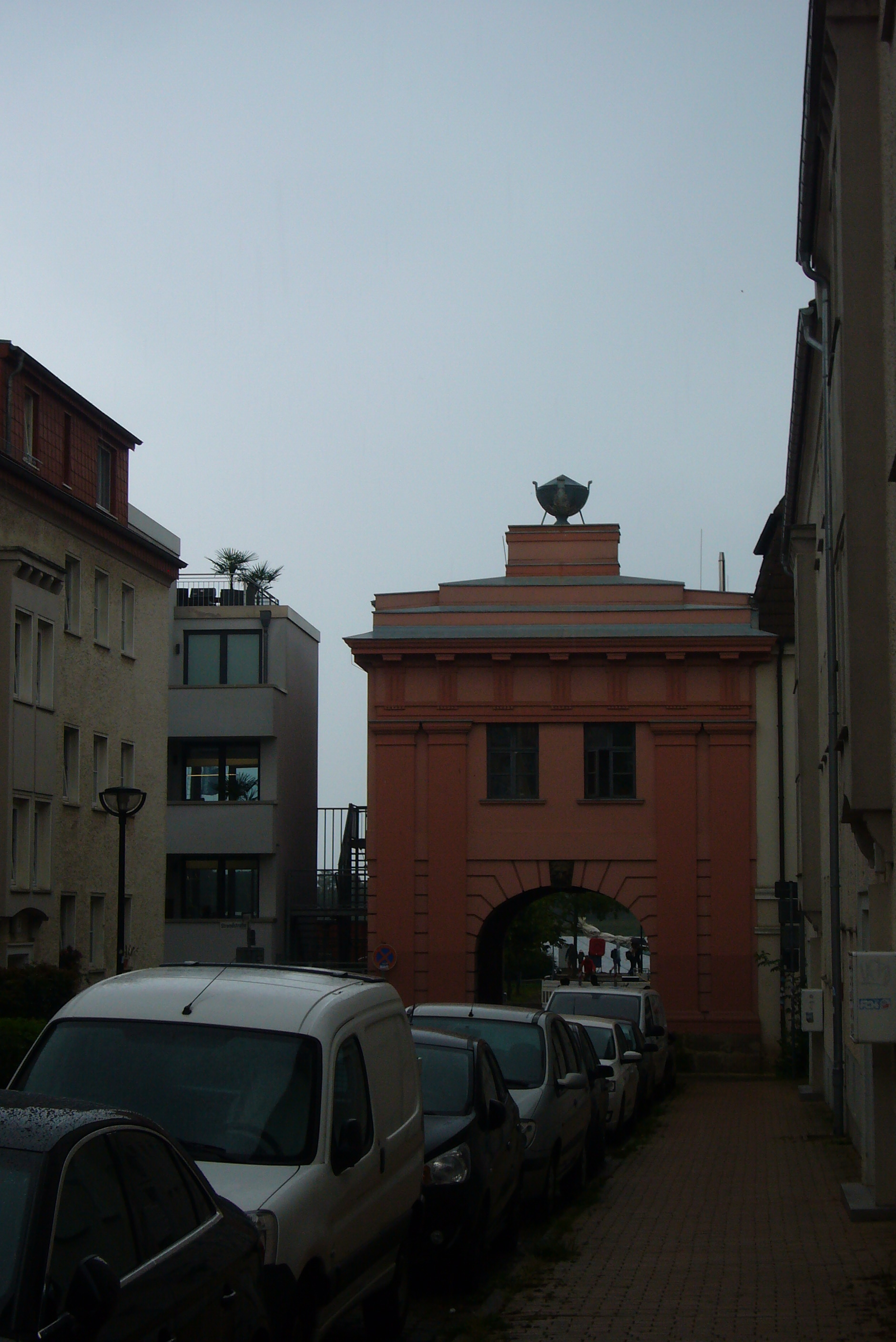
Blick aus der Großen Mönchenstraße auf das Mönchentor

Die Große Mönchenstraße im Stadtkern Rostocks ist eine Straße der historischen Mittelstadt der Hansestadt.
Sie führt vom Mönchentor, einem ehemaligen hafenseitigen Stadttor, in Richtung Süden bis zur Kreuzung mit den Straßen Vogelsang, Kleine Wasserstraße und Krämerstraße. Es kreuzen sie die westliche Trägerstraße und die östliche Kleine Mönchenstraße. Sowohl die Große Mönchenstraße, als auch die sie mit der Grubenstraße verbindende Kleine Mönchenstraße, verdanken ihren Namen der Rostocker Kaufmannsfamilie Monch.
Ihre einst große Bedeutung wird durch die Tatsache belegt, dass ihre Ersterwähnung in den Stadtbüchern die früheste war (1257). Im mittelalterlichen und frühneuzeitlichen Rostock war sie Domizil der städtischen Oberschicht, der vornehmen Handwerker, der reichen Kaufleute und der Brauherren, die sich prachtvolle Giebelhäuser errichten ließen. Grund für diese exponierte Lage war die unmittelbare Nähe zum Stadthafen einerseits und zum Neuen Markt andererseits, dem bedeutendsten Marktplatz der Stadt. Zudem befand sich die Rostocker Waage bis zu ihrem Abbruch am südlichen Ende der Großen Mönchenstraße.
Der gesamte Straßenzug fiel 1677 dem Großen Stadtbrand zum Opfer, die Grundstücke wurden erst sehr langsam wieder bebaut, nun mit barocken Traufenhäusern.
Während des Vier-Nächte-Bombardements der britischen Luftwaffe Ende April 1942 wurde die Straße, mit Ausnahme des Mönchentors, erneut vernichtet. Im Zuge des Wiederaufbaus der Altstadt ab 1949 wurde sie mit einheitlichen, weißen Wohnhäusern mit Rauputz versehen. Heute ist die Große Mönchenstraße und auch ihre nähere Umgebung ein für innerstädtische Verhältnisse ruhiges Wohngebiet.